# Ramaperta
Ramaperta là một chi bướm đêm thuộc phân họ Tortricinae của họ Tortricidae.

## Các loài
- Ramaperta perarmata Razowski & Becker, 2000